# Sony Entertainment Network
A Sony Entertainment Network (SEN) digitális média-továbbító rendszer volt, melyet a Sony üzemeltetett. A SEN különböző szolgáltatásokhoz biztosított hozzáférést, így videójátékokhoz a PlayStation Networkön, filmekhez és televíziós sorozatokhoz a Video Unlimiteden, zenékhez a Music Unlimiteden, illetve fényképekhez és videókhoz a PlayMemorieson keresztül. A Sony Entertainment Networköt 2015-ben leváltotta a PlayStation Network, amely a Sony első számú szórakoztatóipari tartalomtovábbító hálózata lett.

## Története
A Sony Entertainment Networköt 2011. augusztus 31-én, a berlini Internationale Funkausstellung Berlin kiállításon mutatta be a Sony Computer Entertainment Inc. vezérigazgatója, Hirai Kazuo. A hálózat hivatalos neve 2011-ig „Sony Network Entertainment” volt, azonban 2011-ben a Sony létrehozta a „Sony Entertainment Network” platformot, mellyel digitális szórakoztatótermékekhez kívántak hozzáférést biztosítani. A névváltással párhuzamosan új logót kaptak a Sony Entertainment Network szolgáltatásai is. A Qriocity videó- és zeneletöltő-szolgáltatást kettéválasztották és Video Unlimited és Music Unlimited néven indították újra. A Sony ezzel a lépéssel a 2011-es év végéig Norvégiában, Svédországban, Finnországban, Dániában, Hollandiában és Belgiumban is bevezethette a Music Unlimitedet.
2012 folyamán a Sony beépítette a Sony Entertainment Network szolgáltatásait a termékeibe. A vállalat a Bravia televíziókészülékeikbe nem webböngésző-alapú, hanem natív alkalmazások képében építette be a Music és Video Unlimited szolgáltatásokat. A külön erre a célra kialakított kezelőfelülettel hozzáférhetőbbé kívánták tenni a Sony Entertainment Network szolgáltatásait.
2015-ben a Sony Entertainment Networköt, valamint a Music Unlimited és Video Unlimited szolgáltatásait beolvasztották a PlayStation Networkbe, mely a SEN-t váltva a Sony első számú szórakoztatóipari tartalomtovábbító hálózata lett. Az egybeolvasztás után a Music Unlimited és Video Unlimited PlayStation Music és PlayStation Video néven indult újra.
2016 januárjában a cég Sony Interactive Entertainment néven egy üzletággá olvasztotta a „Computer Entertainment” és a „Network Entertainment International” ágazatait.

## Szolgáltatásai

### Video Unlimited
A Video Unlimited videók megvásárlására és kölcsönzésére adott lehetőséget a felhasználóinak. A vásárlások és kölcsönzések interneten keresztül, a Sony Entertainment Network Store-on, valamint PlayStation 3, PlayStation 4 és PlayStation Vita videójáték-konzolokon a PlayStation Store-on, illetve számos Sony Blu-ray disc-lejátszón és Bravia televízión a Video Unlimited Store-on, vagy az Xperia-okostelefonos és táblagépes alkalmazáson keresztül történt. A szolgáltatás lehetőséget biztosított új mozifilmek és televíziós sorozatok felfedezésére és megtekintésére. A központi bejelentkezéssel a felhasználók könnyedén megnézhettek videókat bármely támogatott készüléken. A Video Unlimitedet 2010 februárjában PlayStation Video névre keresztelték át.

### Music Unlimited
A Music Unlimited felhő alapú zeneszolgáltatás volt. A Sony elmondásai szerint a szolgáltatás zenekatalógusa 25 millió dalt tartalmazott, mely több mint 19 országban volt elérhető. Két előfizetői szint volt: az „Access”, mely lehetőséget adott az összes zeneszám meghallgatására Mac OS X, Windows, illetve PlayStation 3 és PlayStation 4 rendszereken, valamint a „Premium”, mellyel a szolgáltatás ezeken felül különböző mobilkészülékeken és Walkmaneken, valamint Blu-ray disc-lejátszókon és Bravia televíziókon is elérhető volt. A Music Unlimited a legtöbb hasonló zeneszolgáltatáshoz hasonlóan lehetőséget adott lejátszási listák létrehozására, illetve új és az adott felhasználó ízléséhez passzoló számok felfedezésére. A Music Unlimited egyik, a konkurensekben nem elérhető szolgáltatása volt PlayStation 4-en a játék közbeni zenehallgatás. A szolgáltatást 2015. március 30-án a PlayStation Music váltotta.

### Sony Entertainment Network Store
A Sony Entertainment Network Store webbolt, melyben a felhasználók filmeket, videójátékokat és egyéb tartalmakat vásárolhattak. A bolt kezelőfelülete különböző kategóriákra (példának okáért „legjobban értékelt játékok”, „legújabb filmek”) volt felbontva.